# Frederik Hviid
Frederik Carlo Hviid Köhler (né le 9 novembre 1974 à Las Palmas, Gran Canaria) est un nageur espagnol, spécialiste de nage libre et de 4 nages.
Il participe deux fois aux Jeux olympiques consécutivement.